# Stor Ravfisk
Stor ravfisk (Seriola Dumerili) er en art af hestemakreller og tilhører familien Carangidae.

## Biologi
Stor Ravfisk kan blive op til 2 m lang og veje op til 70 kg. Den lever i 20 til 70 m dybde (højst 360 m). Det er den største slægt i familien Carangidae. Det er en hurtig svømmende pelagisk fisk med lignende vaner som australsk ravfisk (Seriola lalandi). Stor Ravfisk er sølvblå med en gylden sidelinje, med et brunt bånd der krydser over øjenområdet.

## Forekomst
Den findes i de varmere dele af Atlanten og i Middelhavet hvor den optræder i stimer der bl.a. jagter makrel.